# Grand Prix Formule 1 van Italië 1957
De Grand Prix Formule 1 van Italië 1957 werd gehouden op 8 september op het Autodromo Nazionale Monza in Monza. Het was de achtste en laatste race van het seizoen.

## Uitslag
| Pos. | Nr. | Coureur                         | Constructeur | Rondes | Tijd / Oorzaak uitval | Grid | Punten |
| ---- | --- | ------------------------------- | ------------ | ------ | --------------------- | ---- | ------ |
| 1    | 18  | Stirling Moss                   | Vanwall      | 87     | 2:35:03.9             | 2    | 8      |
| 2    | 2   | Juan Manuel Fangio              | Maserati     | 87     | +41.2                 | 4    | 6      |
| 3    | 36  | Wolfgang von Trips              | Ferrari      | 85     | +2 rondes             | 8    | 4      |
| 4    | 26  | Masten Gregory                  | Maserati     | 84     | +3 rondes             | 11   | 3      |
| 5    | 8   | Giorgio Scarlatti Harry Schell  | Maserati     | 84     | +3 rondes             | 12   | 1      |
| 6    | 34  | Mike Hawthorn                   | Ferrari      | 83     | +4 rondes             | 10   |        |
| 7    | 22  | Tony Brooks                     | Vanwall      | 82     | +5 rondes             | 3    | 1S     |
| 8    | 32  | Luigi Musso                     | Ferrari      | 82     | +5 rondes             | 9    |        |
| 9    | 10  | Paco Godia                      | Maserati     | 81     | +6 rondes             | 15   |        |
| 10   | 14  | Horace Gould                    | Maserati     | 78     | +9 rondes             | 18   |        |
| 11   | 28  | André Simon Ottorino Volonterio | Maserati     | 72     | +15 rondes            | 16   |        |
| DNF  | 30  | Peter Collins                   | Ferrari      | 62     | Motor                 | 7    |        |
| DNF  | 20  | Stuart Lewis-Evans              | Vanwall      | 49     | Motor                 | 1    |        |
| DNF  | 6   | Jean Behra                      | Maserati     | 49     | Oververhitting        | 5    |        |
| DNF  | 16  | Bruce Halford                   | Maserati     | 47     | Motor                 | 14   |        |
| DNF  | 4   | Harry Schell                    | Maserati     | 34     | Olielek               | 6    |        |
| DNF  | 24  | Joakim Bonnier                  | Maserati     | 31     | Oververhitting        | 13   |        |
| DNF  | 12  | Luigi Piotti                    | Maserati     | 3      | Motor                 | 17   |        |

## Statistieken
| Pole-position | Stuart Lewis-Evans | Vanwall | 1:42.4 |
| Snelste ronde | Tony Brooks        | Vanwall | 1:43.7 |

## Noot
- Eerste pole position en rondes als raceleider voor Stuart Lewis-Evans.
- Eerste snelste ronde en rondes als raceleider voor Tony Brooks.
- Vijfde pole position, tiende snelste ronde en tiende Grand Prix-winst voor een Britse coureur.
- Eerste podiumplaats voor Wolfgang von Trips.
- Vijfde Grand Prix-start voor een Zweedse coureur.
- Dit was de vijfde wereldtitel  - een record dat geëvenaard zou worden door Michael Schumacher in 2002 en Lewis Hamilton in 2018 -  en de vierde opeenvolgende titel - een record dat geëvenaard zou worden door Michael Schumacher in 2003, Sebastian Vettel in 2013, Lewis Hamilton in 2020 en Max Verstappen in 2024 - voor Juan Manuel Fangio en voor een Argentijnse coureur.

1921 · 1922 · 1923 · 1924 · 1925 · 1926 · 1927 · 1928 · 1931 · 1932 · 1933 · 1934 · 1935 · 1936 · 1937 · 1938 · 1947 · 1948 · 1949 · 1950 · 1951 · 1952 · 1953 · 1954 · 1955 · 1956 · 1957 · 1958 · 1959 · 1960 · 1961 · 1962 · 1963 · 1964 · 1965 · 1966 · 1967 · 1968 · 1969 · 1970 · 1971 · 1972 · 1973 · 1974 · 1975 · 1976 · 1977 · 1978 · 1979 · 1980 · 1981 · 1982 · 1983 · 1984 · 1985 · 1986 · 1987 · 1988 · 1989 · 1990 · 1991 · 1992 · 1993 · 1994 · 1995 · 1996 · 1997 · 1998 · 1999 · 2000 · 2001 · 2002 · 2003 · 2004 · 2005 · 2006 · 2007 · 2008 · 2009 · 2010 · 2011 · 2012 · 2013 · 2014 · 2015 · 2016 · 2017 · 2018 · 2019 · 2020 · 2021 · 2022 · 2023 · 2024 · 2025